# Arendsee (Altmark)
Arendsee (Altmark) is een stad in de Duitse deelstaat Saksen-Anhalt, gelegen in de Landkreis Altmarkkreis Salzwedel. De plaats telt 6.748 inwoners.
De gemeente ligt rondom het gelijknamige meer. Niet ver ten noordwesten van Arendsee is de grens met de deelstaat Nedersaksen.

## Indeling gemeente
De stad is onderverdeeld in de volgende Ortschafte:
- Arendsee met de Ortsteile Arendsee, Genzien en Gestien
- Binde met de Ortsteile Binde en Ritzleben
- Fleetmark
- Höwisch met het Ortsteil Höwisch
- Kaulitz met het Ortsteil Kaulitz
- Kerkau met de Ortsteile Kerkau en Lübbars
- Kläden met de Ortsteile Kläden en Kraatz
- Kleinau met de Ortsteile Kleinau, Dessau en Lohne
- Leppin met de Ortsteile Leppin, Harpe en Zehren
- Mechau
- Neulingen met het Ortsteil Neulingen
- Rademin
- Sanne-Kerkuhn met de Ortsteile Kerkuhn en Sanne
- Schrampe met de Ortsteile Schrampe, Friedrichsmilde en Zießau
- Thielbeer met de Ortsteile Thielbeer en Zühlen
- Vissum
- Ziemendorf met het Ortsteil Ziemendorf

Apenburg-Winterfeld ·
Arendsee (Altmark) ·
Beetzendorf ·
Dähre ·
Diesdorf ·
Gardelegen ·
Jübar ·
Kalbe (Milde) ·
Klötze ·
Kuhfelde ·
Rohrberg ·
Salzwedel ·
Wallstawe